# Épisodes de Rise
Cet article présente le guide des épisodes de la série télévisée américaine Rise.

## Généralités
- Aux États-Unis, cette saison a été diffusée du 13 mars 2018 au 15 mai 2018sur le réseau NBC.

## Distribution

### Acteurs principaux
- Josh Radnor : Lou « Mr Mazzu » Mazzuchelli
- Rosie Perez : Tracey Wolfe
- Auli'i Cravalho : Lilette Suarez
- Damon J. Gillespie : Robbie Thorne
- Shirley Rumierk : Vanessa Suarez, mère de Lilette
- Joe Tippett : Coach Sam Strickland
- Ted Sutherland : Simon Saunders
- Rarmian Newton : Maashous Evers
- Amy Forsyth : Gwen Strickland, fille de Coach Sam
- Marley Shelton : Gail Mazzuchelli, la femme de Lou
- Casey Johnson : Gordy Mazzuchelli, le fils de Lou
- Taylor Richardson : Kaitlin Mazzuchelli, la fille de Lou

### Acteurs secondaires
- Shannon Purser : Annabelle Bowman
- Stephanie J. Block (en) : Patricia Saunders, mère de Simon
- Mark Tallman : Detrell Thorne, père de Robbie
- Diallo Riddle (en) : Andy Kranepool

## Épisodes

### Épisode 1: titre français inconnu (Pilot)
- États-Unis /  Canada : 13 mars 2018 sur NBC[1] / Global[2]

- États-Unis : 5,50 millions de téléspectateurs[3] (première diffusion)

### Épisode 2: titre français inconnu (Most of All to Dream)
- États-Unis /  Canada : 20 mars 2018 sur NBC / Global

- États-Unis : 5,39 millions de téléspectateurs[4] (première diffusion)

### Épisode 3: titre français inconnu (What Flowers May Bloom)
- États-Unis /  Canada : 27 mars 2018 sur NBC / Global

- États-Unis : 4,34 millions de téléspectateurs[5] (première diffusion)

### Épisode 4: titre français inconnu (Victory Party)
- États-Unis /  Canada : 3 avril 2018 sur NBC / Global

- États-Unis : 4,42 millions de téléspectateurs[6] (première diffusion)

### Épisode 5: titre français inconnu (We've Got All Our Junk)
- États-Unis /  Canada : 10 avril 2018 sur NBC / Global

- États-Unis : 4,40 millions de téléspectateurs[7] (première diffusion)

### Épisode 6: titre français inconnu (Bring Me Stanton)
- États-Unis /  Canada : 17 avril 2018 sur NBC / Global

- États-Unis : 4,21 millions de téléspectateurs[8] (première diffusion)

### Épisode 7: titre français inconnu (This Will God Willing Get Better)
- États-Unis /  Canada : 24 avril 2018 sur NBC / Global

- États-Unis : 4,20 millions de téléspectateurs[9] (première diffusion)

### Épisode 8: titre français inconnu (The Petition)
- États-Unis /  Canada : 1er mai 2018 sur NBC / Global

- États-Unis : 3,73 millions de téléspectateurs[10] (première diffusion)

### Épisode 9: titre français inconnu (Totally Hosed)
- États-Unis /  Canada : 8 mai 2018 sur NBC / Global

- États-Unis : 3,75 millions de téléspectateurs[11] (première diffusion)

### Épisode 10: titre français inconnu (Opening Night)
- États-Unis /  Canada : 15 mai 2018 sur NBC / Global

- États-Unis : 4,10 millions de téléspectateurs[12] (première diffusion)